# 穗状黑三棱
穗状黑三棱（学名：[Sparganium confertum] 错误：{{Lang}}：文本有斜体标记（帮助））为黑三棱科黑三棱属下的一个种。

## 扩展阅读
- 維基物種上的相關：穗状黑三棱